# Домбровский, Иван Иванович
Иван Иванович Домбровский (1913 — 1983) — советский инженер, специалист в области радиовещания и радиопередающих устройств. Лауреат Сталинской премии первой степени.

## Биография
В 1944—1946 директор завода № 118 НКАП (по выпуску манометрических приборов). С июля 1949 по октябрь 1951 года снова директор завода № 118 НКАП, но тогда завод уже разрабатывал приборы автоматического самолетовождения и гироскопические авиаприборы.
С 1964 по 198. год начальник Главного управления космической и радиосвязи (ГКРУ) Минсвязи СССР.

## Награды и премии
- Сталинская премия первой степени (1950) — за работу в области связи.